# Marcelle Benoit
Pour les articles homonymes, voir Benoît.
Marcelle Benoit est une musicologue, historienne de la musique et professeure de musique française, née le 17 décembre 1921 à Lille.

## Biographie
Élève de Norbert Dufourcq au Conservatoire de Paris, elle obtient dans cet établissement un premier prix d'histoire de la musique en 1952 et un premier prix de musicologie en 1954.
Elle y a enseigné à partir de 1959, devenant chargée de cours en 1973.
Spécialiste de la musique française des XVIIe et XVIIIe siècles, elle a fait dans ses recherches sur les institutions et sur la musique de cette époque un usage systématique et nouveau des archives.
Elle a publié notamment Quelques nouveaux documents sur François Couperin, ses ancêtres, sa musique, son foyer (Paris, 1968), Versailles et les musiciens du roi : étude institutionnelle et sociale, 1661-1733 (Paris, 1970), Musiques de cour : chapelle, chambre, écurie, recueil de documents, 1661-1733 (Paris, 1970) et Les Musiciens du roi de France (Paris, 1983).
À partir de 1960, elle a dirigé avec Norbert Dufourcq les Recherches sur la musique française classique.
Elle a également dirigé un Dictionnaire de la musique en France aux XVIIe et XVIIIe siècles (1992),.

## Parcours
- Docteur ès lettres (Paris, Sorbonne, 1971).
- Professeur au Conservatoire national supérieur de musique de Paris (1959-1986).
- Directrice de la collection Recherches sur la musique française classique (1960-2004).
- Secrétaire de rédaction de la revue L'Orgue (1947-1996).
- Présidente de la Société d'études philidoriennes[4] (1988-2003)[5].

## Publications
- Bibliographie, Paris, Marcelle Benoit, 2011.
- Ego, Paris, Marcelle Benoit, 2010.
- Les événements musicaux sous le règne de Louis XIV, chronologie, Paris, Picard, 2004.
- Norbert Dufourcq 1904-1990, Paris, Association des amis de l'orgue, 1993.
- L'Europe musicale au temps de Louis XIV, Paris, Zurfluh, 1993.
- Dictionnaire de la musique en France aux XVIIe et XVIIIe siècles, Paris, Fayard, 1992.
- Joseph Canteloube, de Déodat de Séverac, avec Françoise Cougniaud-Raginel, préface de Marcelle Benoit, Béziers, Société de musicologie du Languedoc, 1988.
- André Marchal 1894-1980, avec Jacqueline Englert-Marchal, Paris, L'Orgue, 1987.
- La Musique électroacoustique, de Michel Chion, avec Marcelle Benoit et Norbert Dufourcq, Paris, PUF, 1982.
- La Musique tchèque, de Jean-Claude Berton, avec Marcelle Benoit et Norbert Dufourcq, Paris, PUF, 1982.
- Les Musiciens du Roi de France 1661-1733, Paris, PUF, 1982.
- Tourneurs sur bois et manufactures d'instruments à vent en Haute-Normandie, exposition, Rouen, Chapelle Saint-Louis, avec Georges Gouget et François Drouin, 1980.
- Les Musiciens de Versailles à travers les minutes notariales de Maître Gayot versées aux Archives départementales de Seine-et-Oise, 1975.
- Versailles et les musiciens du roi: étude institutionnelle et sociale 1661-1733, Paris, 1971.
- Musiques de cour : chapelle, chambre, écurie, recueil de documents, 1661-1733, Paris, Picard, 1970.
- Les Grandes dates de l'histoire de la musique, avec Bernard Gagnepain et Norbert Dufourcq, complément par Pierrette Germain, Paris, PUF, 1969[6].
- Mélanges François Couperin, avec Martine Roche, Roberte Marchard et Pierre Denis, Paris, Picard, 1968.
- Quelques nouveaux documents sur François Couperin, ses ancêtres, sa musique, son foyer, 1968.
- Musiciens français du XVIIIe siècle, actes transcrits par Marcelle Benoît et Norbert Dufourcq, 1966.
- Les Musiciens de Versailles à travers les minutes du bailliage de Versailles conservées aux Archives départementales de Seine-et-Oise, par Norbert Dufourcq et Marcelle Benoît, Paris, 1966.
- Une association de joueurs d'instruments à Paris en 1681, Paris, 1964.
- Les Musiciens de Versailles à travers les minutes notariales de Lamy versées aux Archives départementales de Seine-et-Oise, par Norbert Dufourcq et Marcelle Benoît, Paris, 1963.
- Quatre ecclésiastiques en goguette ou Un souper qui finit mal, Paris, 1961.
- Une dynastie de musiciens versaillais : Les Marchand, Paris, 1960.
- Note sur le contrat de mariage d'une sœur de M.-R. de Lalande, 1960.
- Retour à Michel-Richard de Lalande et note sur le contrat de mariage d'une sœur de M.-R. de Lalande, 1960.
- Notes et références pour servir à une histoire de Michel-Richard de Lalande, 1657-1726, établies d'après les papiers d'André Tessier, précédées de documents inédits et suivies du catalogue thématique de l'œuvre, avec Marie Bert, Sylvie Spycket et Odile Vivier, sous la direction de Norbert Dufourcq, Paris, Picard, 1957.
- Dix années à la Chapelle royale de musique, par Norbert Dufourcq et Marcelle Benoit, Paris, Picard, 1957.
- La Vie musicale en Île-de-France sous la Régence : onze années à la Chapelle royale de musique d'après une correspondance inédite, 1716-1728, 1955.
- Contribution à la connaissance des musiciens de la Chapelle et de la Chambre du roi, 1661-1727, renseignements d'ordre historique, administratif, financier, social et musical d'après les comptes et états manuscrits des Archives nationales, Paris, 1954.
- Jean-Philippe Rameau, le cadre et le milieu, les œuvres, appréciation sur l'œuvre, 1949.
- Œuvres de Jean-Philippe Rameau, discographie, 1949.